# Orlovski
Orlovski (en rus: Орловский) és un poble (un possiólok) de l'óblast de Rostov, a Rússia, segons el cens del 2021 tenia 18.094 habitants, és la seu administrativa del districte homònim.